# یواس‌اس پوکاهانتس (آی‌دی-۳۰۴۴)
یواس‌اس پوکاهانتس (آی‌دی-۳۰۴۴) (به انگلیسی: USS Pocahontas (ID-3044)) یک کشتی بود که طول آن ۵۶۴ فوت (۱۷۲ متر) بود. این کشتی در سال ۱۹۰۰ ساخته شد.